# آوگوست لشنیک
آوگوست لشنیک (کرواتی: August Lešnik; ۱۶ ژوئیهٔ ۱۹۱۴ – ۲۴ فوریهٔ ۱۹۹۲) بازیکن فوتبال اهل یوگسلاوی بود.
از باشگاه‌هایی که در آن بازی کرده‌است می‌توان به باشگاه فوتبال گراجانسکی زاگرب و باشگاه فوتبال دینامو زاگرب اشاره کرد.
وی همچنین در تیم‌های ملی فوتبال یوگسلاوی و کرواسی بازی کرده‌است.